# Mujahideen
Mujahideen hoặc mujahidin (tiếng Ả Rập: مجاهدين, mujāhidīn là hình thức số nhiều của Mujahid tiếng Ả Rập: مجاهد, 'người tham gia thánh chiến'), một thuật ngữ tiếng Ả Rập nói chung về những người du kích Hồi giáo tham gia vào jihad (cuộc thánh chiến), cuộc chiến nhân danh Hồi giáo / Allah hoặc cộng đồng Hồi giáo (ummah). Thuật ngữ tiếng Anh jihadist tương ứng với nó về mặt ngữ pháp.
Việc sử dụng rộng rãi từ này bắt đầu liên quan đến các nhóm chiến binh kiểu du kích do các chiến binh Afghanistan Hồi giáo lãnh đạo trong Chiến tranh Afghanistan-Liên Xô (xem Afghanistan mujahideen). Thuật ngữ này hiện mở rộng cho các nhóm thánh chiến khác ở nhiều quốc gia khác nhau như Myanmar (Miến Điện), Síp và Philippines.

## Lịch sử ban đầu
Về nguồn gốc, từ tiếng Ả Rập mujahideen dùng để chỉ bất kỳ người nào thực hiện thánh chiến. Theo nghĩa hậu cổ điển của nó, thánh chiến đề cập đến một hành động có thể so sánh về mặt tinh thần với việc quảng bá đạo Hồi vào đầu những năm 600 CN. Những hành động này có thể đơn giản như chia sẻ một phần thu nhập đáng kể của một người với người nghèo.

### Định nghĩa của phương Tây hiện đại
Thuật ngữ hiện đại của mujahideen đề cập đến các chiến binh Hồi giáo tinh thần bắt nguồn từ thế kỷ 19, khi thuật ngữ này ngày càng được xác định với phong trào phục hưng dân quân của Sayyid Aḥmad Baralawī (hoặc Brelvi), người tự phong là mujāhidīn đã chiến đấu chống lại cả sự bành trướng của đạo Sikh và quyền lực tối cao của Anh ở Ấn Độ.. Trong thời kỳ này, các thủ lĩnh bộ tộc Pashtun ở Afghanistan đã chiến đấu chống lại những nỗ lực của người Anh nhằm tấn công lãnh thổ Pashtun (mặc dù ban đầu người Anh gọi họ là những người cuồng tín Sitana). Những cuộc chiến này bắt đầu vào năm 1829 khi Baralawī trở về làng Sitana từ một cuộc hành hương đến Mecca và bắt đầu rao giảng cuộc chiến chống lại 'những kẻ ngoại đạo' trong khu vực xác định biên giới Tây Bắc của Ấn Độ thuộc Anh. Mặc dù ông đã chết trong trận chiến, giáo phái do ông tạo ra vẫn tồn tại và các du kích Hồi giáo ngày càng có thêm sức mạnh và sự nổi bật.
Thuật ngữ này tiếp tục được sử dụng trên khắp Ấn Độ cho cuộc kháng chiến của người Hồi giáo chống lại chủ nghĩa thực dân và Raj thuộc Anh. Trong Cuộc nổi dậy Ấn Độ năm 1857, những chiến binh thánh thiện này được cho là chấp nhận bất kỳ Sepoys nào bỏ trốn và tuyển họ vào hàng ngũ của mình. Thời gian trôi qua, giáo phái này ngày càng lớn mạnh cho đến khi nó không chỉ tiến hành các cuộc truy quét băng cướp mà thậm chí còn kiểm soát các khu vực ở Afghanistan.
Mujahideen đầu tiên được biết đến để chỉ những gì ngày nay được gọi là các chiến binh thánh chiến được Thomas Patrick Hughes (1838–1911) sử dụng vào cuối thế kỷ 19, vào năm 1887.
Tại Trung Á từ năm 1916 đến những năm 1930, quân du kích Hồi giáo là đối thủ của Sa hoàng và những người Bolshevik và được Liên Xô gọi là basmachi ('kẻ cướp'). Những nhóm này tự gọi mình là mojahed, tự mô tả mình là đại diện cho đạo Hồi. Những người ủng hộ mujahideen khác bao gồm Usman dan Fodio, Jahangir Khoja, and Muhammad Ahmed Al Mahdi.

## Thời kỳ Chiến tranh Lạnh
Trong thế kỷ 20, thuật ngữ mujahideen được sử dụng phổ biến nhất ở Iran và Afghanistan.
Cách thể hiện hiện đại của jihadism với thánh chiến (tấn công hoặc phòng thủ) như Belli casus cho quân nổi dậy, chiến tranh du kích, và chủ nghĩa khủng bố quốc tế, đã có nguồn gốc từ thế kỷ 20 và dựa trên học thuyết Hồi giáo trong giai đoạn đầu đến giữa thế kỷ 20 như Qutbism.
Tuy nhiên, cái tên này có liên quan chặt chẽ nhất với mujahideen ở Afghanistan, một liên minh các nhóm du kích ở Afghanistan chống lại lực lượng Liên Xô xâm lược và cuối cùng lật đổ chính phủ cộng sản Afghanistan trong Chiến tranh Afghanistan (1978–92). Các phe đối địch sau đó đã tự tan rã, dẫn đến sự trỗi dậy của Taliban và Liên minh phương Bắc đối lập. Giống như thuật ngữ jihad — mà nó được kết nối từ vựng — cái tên này đã được sử dụng khá tự do, cả trên báo chí và chính các chiến binh Hồi giáo, và thường được sử dụng để chỉ bất kỳ nhóm Hồi giáo nào tham gia vào các cuộc thù địch với những người không theo đạo Hồi hoặc thậm chí với các chế độ Hồi giáo thế tục hóa.

### Afghanistan

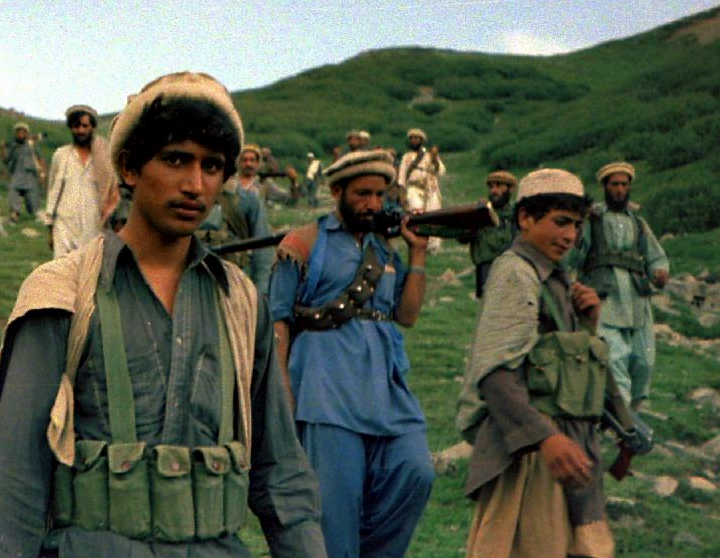
Các chiến binh Mujahideen đi qua biên giới Đường Durand năm 1985

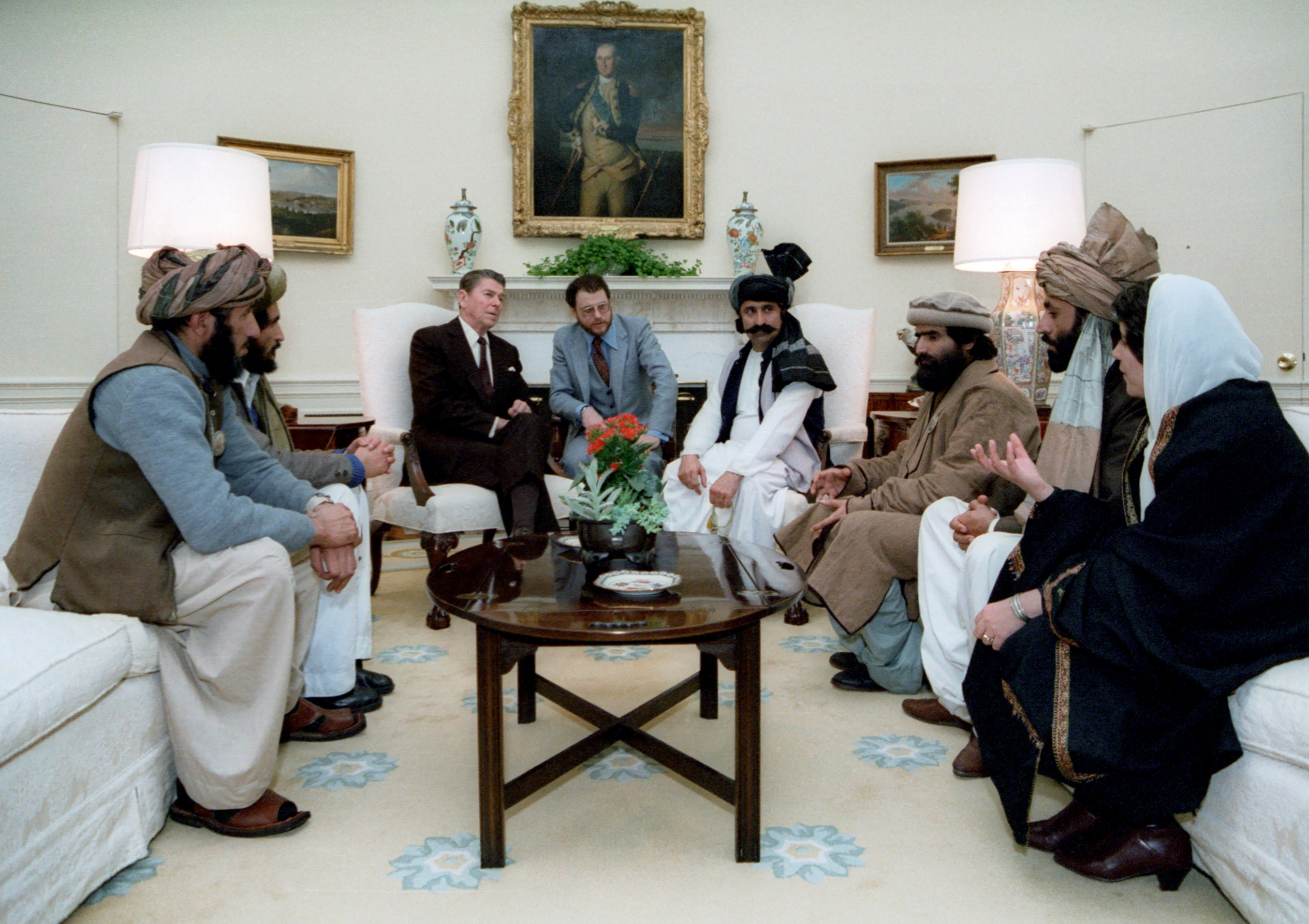
Tổng thống Mỹ Reagan gặp gỡ các mujahideen Afghanistan tại Nhà Trắng năm 1983.

Có thể cho rằng các mujahideen nổi tiếng nhất bên ngoài thế giới Hồi giáo là các nhóm đối lập Afghanistan khác nhau, với liên kết lỏng lẻo. Đây là những người ban đầu đã nổi dậy chống lại chính phủ Cộng hòa Dân chủ Afghanistan thân Liên Xô (DRA) vào cuối những năm 1970. Theo yêu cầu của DRA, Liên Xô đã đưa lực lượng vào nước này để viện trợ cho chính phủ vào năm 1979. Các mujahideen đã chiến đấu chống lại quân đội Liên Xô và DRA trong Chiến tranh Liên Xô-Afghanistan (1979–1989). Phong trào kháng chiến của Afghanistan bắt nguồn từ hỗn loạn và ban đầu, các lãnh chúa trong khu vực đã tiến hành hầu như tất cả các cuộc giao tranh tại địa phương. Khi chiến tranh ngày càng tinh vi, sự hỗ trợ từ bên ngoài và sự phối hợp trong khu vực ngày càng tăng. Các đơn vị cơ bản của tổ chức và hành động mujahideen tiếp tục phản ánh bản chất phi tập trung cao của xã hội Afghanistan và các tổ chức mạnh mẽ của các nhóm bộ lạc mujahideen và Pashtun cạnh tranh nhau, đặc biệt là ở các khu vực biệt lập giữa các ngọn núi. Cuối cùng, bảy đảng mujahideen chính đã liên minh thành khối chính trị có tên gọi là Thống nhất Hồi giáo Afghanistan Mujahideen. Tuy nhiên, các phe phái này không chịu sự chỉ huy duy nhất và có sự khác biệt về ý thức hệ.
Nhiều người Hồi giáo từ các quốc gia khác đã hỗ trợ các nhóm mujahideen khác nhau ở Afghanistan. Một số nhóm cựu chiến binh này đã trở thành những người đóng vai trò quan trọng trong các cuộc xung đột sau này trong và khắp thế giới Hồi giáo. Osama bin Laden, xuất thân từ một gia đình giàu có ở Ả Rập Xê Út, là một nhà tổ chức và nhà tài chính lỗi lạc của một nhóm tình nguyện viên nước ngoài theo chủ nghĩa Hồi giáo toàn Ả Rập; Maktab al-Khadamat trong nhóm này đã vận chuyển tiền, vũ khí và các chiến binh Hồi giáo từ khắp nơi trên thế giới Hồi giáo vào Afghanistan, với sự hỗ trợ và hỗ trợ của chính phủ Ả Rập Xê Út và Pakistan. Những chiến binh nước ngoài này được gọi là " người Ả Rập Afghanistan " và những nỗ lực của họ đã được Abdullah Yusuf Azzam điều phối.
Mặc dù mujahideen được hỗ trợ bởi chính phủ Pakistan, Mỹ, Trung Quốc và Ả Rập Xê Út, nguồn tài trợ chính của mujahideen là các nhà tài trợ tư nhân và các tổ chức từ thiện tôn giáo trên khắp thế giới Hồi giáo - đặc biệt là ở Vịnh Ba Tư. Jason Burke kể lại rằng "chỉ có 25% số tiền cho cuộc thánh chiến Afghanistan thực sự được các quốc gia cung cấp trực tiếp."
Lực lượng Mujahideen đã gây ra thương vong nghiêm trọng cho các lực lượng Liên Xô, và khiến cho cuộc chiến này trở nên rất tốn kém đối với Liên Xô. Năm 1989, Liên Xô rút lực lượng khỏi Afghanistan. Vào tháng 2 năm 1989, bảy phe phái Sunni mujahideen đã thành lập Chính phủ lâm thời Afghanistan (AIG) ở Peshawar, do Sibghatullah Mojaddedi lãnh đạo, như một nỗ lực cho một mặt trận thống nhất chống lại DRA. AIG trở thành phe thất bại, một phần vì không giải quyết được sự khác biệt giữa các phe phái; một phần vì sự ủng hộ hạn chế của công chúng vì nó loại trừ các phe phái Shia mujahideen do Iran hậu thuẫn và loại trừ những người ủng hộ cựu Quốc vương Mohammed Zahir Shah ; và thất bại của mujahideen trong Trận Jalalabad vào tháng 3 năm 1989.
Năm 1992, tổng thống cuối cùng của DRA, Mohammad Najibullah, bị lật đổ và hầu hết các phe phái mujahideen đã ký Hiệp định Peshawar. Tuy nhiên, mujahideen không thể thành lập một chính phủ thống nhất chức năng, và nhiều nhóm mujahideen lớn hơn bắt đầu tranh giành quyền lực ở Kabul.
Sau nhiều năm chiến đấu tàn khốc, tại một ngôi làng nhỏ Pashtun , một mullah tên là Mohammed Omar đã tổ chức một phong trào vũ trang mới với sự hậu thuẫn của Pakistan. Phong trào này được gọi là Taliban ("sinh viên" trong tiếng Pashto), ám chỉ cách hầu hết các Taliban lớn lên trong các trại tị nạn ở Pakistan trong những năm 1980 và được dạy trong Wahhabi madrassas do Ả Rập Xê-út hậu thuẫn, các trường tôn giáo nổi tiếng với việc dạy cách diễn giải kinh Qu'ran theo chủ nghĩa chính thống của đạo Hồi.

### Síp
Ngay cả trước khi độc lập, cộng đồng người Síp gốc Thổ Nhĩ Kỳ vẫn duy trì lực lượng bán quân sự của riêng mình (Türk Mukavemet Teşkilatı, hay TMT), do Quân đội Thổ Nhĩ Kỳ huấn luyện và trang bị. Năm 1967, lực lượng này được đổi tên thành Mücahit ("Mujahideen"), và năm 1975, Mücahit được đổi tên thành Lực lượng An ninh Síp Thổ Nhĩ Kỳ. Năm 1974, Thổ Nhĩ Kỳ dẫn đầu một cuộc xâm lược đất liền vào Bắc Síp với mục đích bảo vệ cộng đồng thiểu số Thổ Nhĩ Kỳ sau khi một cuộc đảo chính lấy cảm hứng từ Hy Lạp mang đến mối đe dọa về sự hợp nhất của đảo Síp với Hy Lạp. Kể từ đó, không có cuộc giao tranh lớn nào trên đảo Síp và quốc gia này tiếp tục là một quốc gia độc lập, mặc dù có liên kết chặt chẽ với Thổ Nhĩ Kỳ về mặt quân sự và chính trị.

### Iran và Iraq
Trong khi hơn một nhóm ở Iran tự gọi mình là mujahideen, nhóm nổi tiếng nhất là Mujahedin của Nhân dân Iran (PMOI; tiếng Ba Tư: Mojāhedin-e Khalq), một tổ chức xã hội chủ nghĩa Hồi giáo có trụ sở tại Iraq (kết hợp các hệ tư tưởng Hồi giáo và Mác xít) ủng hộ sự lật đổ ban lãnh đạo của Cộng hòa Iran. Nhóm này đã tham gia vào nhiều cuộc xung đột nổi tiếng trong khu vực, tham gia Cách mạng Iran năm 1979, Chiến tranh Iran-Iraq (với tư cách là đồng minh của người Iraq), và trong các cuộc xung đột nội bộ của Iraq.
Một nhóm mujahideen khác là Mujahedin-e Islam, một đảng Hồi giáo do Ayatollah Abol-Ghasem Kashani lãnh đạo. Nhóm này đã thành lập một phần của Mặt trận Quốc gia Iran trong thời gian Mohammed Mosaddeq quốc hữu hóa dầu mỏ, nhưng đã tách khỏi Mosaddeq vì các chính sách được cho là phi Hồi giáo của ông ta.

### Myanmar (Miến Điện)
Từ năm 1947 đến năm 1961, các mujahideen địa phương đã chiến đấu chống lại binh lính chính phủ Miến Điện trong nỗ lực để bán đảo Mayu ở phía bắc Arakan, Miến Điện (bang Rakhine, Myanmar ngày nay) có thể ly khai khỏi đất nước này, cho phép nó có thể bị Đông Pakistan (hiện nay là Bangladesh) thôn tính. Trong cuối những năm 1950 và đầu những năm 1960, các mujahideen đã mất hầu hết động lực và sự hỗ trợ của họ, dẫn đến phần lớn trong số họ đầu hàng các lực lượng chính phủ.
Trong những năm 1990, Tổ chức Đoàn kết Rohingya được vũ trang là thủ phạm chính của các cuộc tấn công nhằm vào chính quyền Miến Điện ở biên giới Bangladesh - Myanmar.

### Philippines
Năm 1969, căng thẳng chính trị và thù địch công khai đã phát triển giữa Chính phủ Philippines và các nhóm phiến quân thánh chiến. Mặt trận Giải phóng Quốc gia Moro (MNLF) do giáo sư Nur Misuari của Đại học Philippines thành lập để lên án vụ giết hại hơn 60 người Hồi giáo Philippines và sau đó trở thành kẻ xâm lược chống lại chính phủ trong khi Mặt trận Giải phóng Hồi giáo Moro (MILF), một nhóm tách từ MNLF, được thành lập để tìm kiếm một nhà nước Hồi giáo bên trong Philippines với tính chất cực đoan hơn và hung hãn hơn. Xung đột giữa nhóm và nhà nước đang diễn ra; Số liệu thống kê về thương vong khác nhau đối với cuộc xung đột tuy nhiên các ước tính thận trọng của Chương trình Dữ liệu Xung đột Uppsala chỉ ra rằng ít nhất 6.015 người đã thiệt mạng trong cuộc xung đột vũ trang giữa Chính phủ Philippines và các phe ASG, BIFM, MILF và MNLF từ năm 1989 đến năm 2012. Abu Sayyaf là một nhóm ly khai Hồi giáo ở miền nam Philippines, được thành lập vào năm 1991. Nhóm này được biết đến với các vụ bắt cóc công dân phương Tây và người Philippines, đổi lại nhóm này đã nhận được một số khoản tiền chuộc lớn. Một số thành viên Abu Sayyaf đã học tập hoặc làm việc tại Ả Rập Xê-út và phát triển quan hệ với các thành viên mujahideen trong khi chiến đấu và huấn luyện trong cuộc chiến chống Liên Xô xâm lược Afghanistan.